# トマス・ウッドハウス (第2代準男爵)

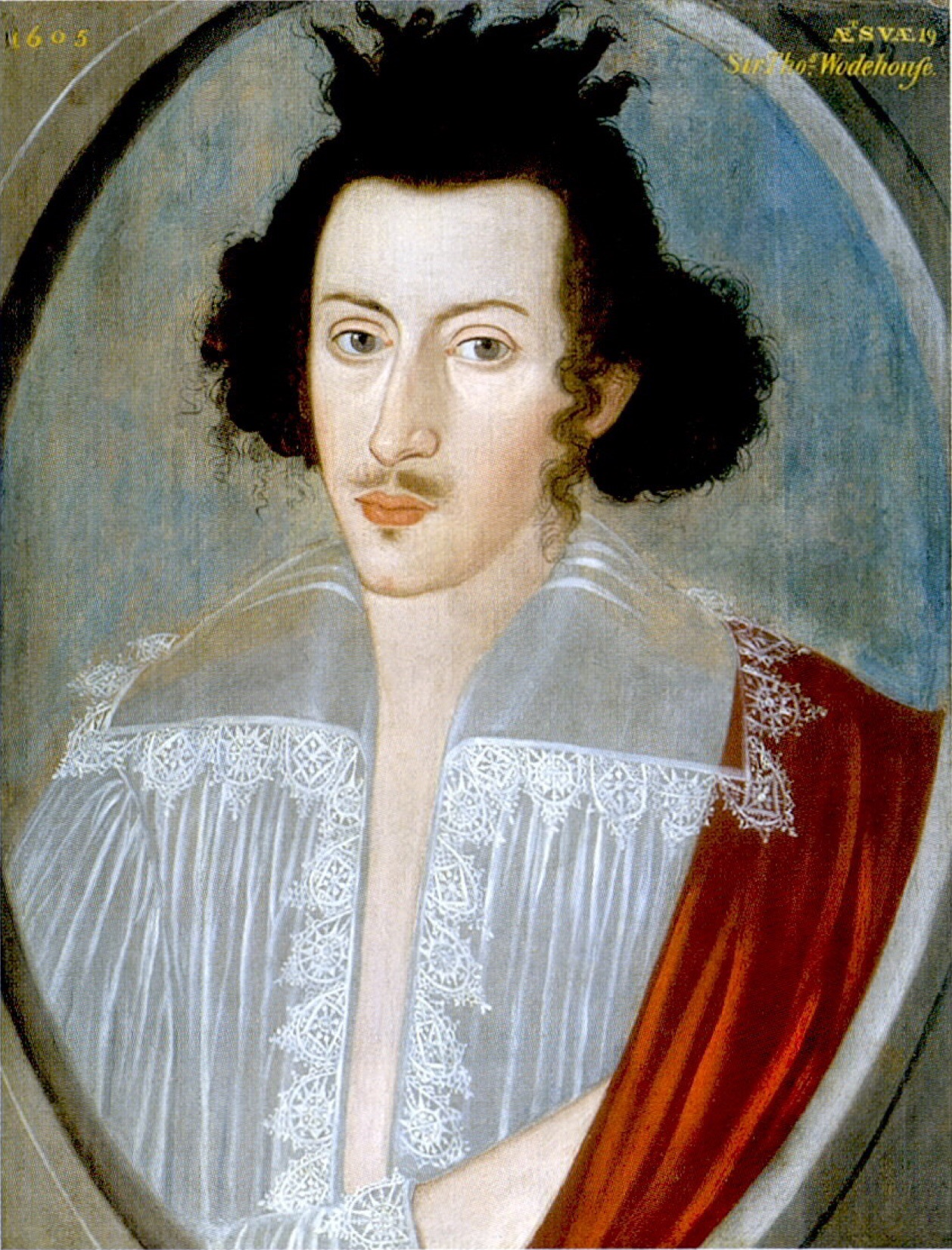
トマス・ウッドハウスの肖像画、1605年。

第2代準男爵サー・トマス・ウッドハウス（英語: Sir Thomas Wodehouse, 2nd Baronet、1585年ごろ – 1658年3月18日）は、イングランド王国出身の政治家。1640年から1653年まで庶民院議員を務めた。

## 生涯
初代準男爵サー・フィリップ・ウッドハウスと妻グリセル（Grissell、旧姓レストレンジ（Lestrange）、1635年8月4日没、ウィリアム・イェルヴァートンの娘、トマス・レストレンジの未亡人）の息子として、1585年ごろに生まれた。1598年4月26日にケンブリッジ大学キーズ・カレッジに入学、1601年2月1日にリンカーン法曹院に入学した。1603年7月、騎士爵に叙された。
ジェームズ1世の治世初期にはウェールズ公ヘンリー・フレデリックの遊び仲間だった。
1623年10月30日に父が死去すると、準男爵位を継承した。1624年から1625年までノーフォーク州長官を務めた。
清教徒革命では議会派に属し、1640年から1653年までセットフォード選挙区の代表として庶民院議員を務めた。1648年のプライドのパージ以降は登院しなくなったが、1651年に復帰した。
1658年3月18日に死去、ノーフォークのキンバリーで埋葬された。息子フィリップが準男爵位を継承した。

## 家族
1605年6月16日、ブランシュ・ペイトン（Blanche Peyton、1651年11月6日没、クリストファー・ペイトンの未亡人、第3代ハンスドン男爵ジョン・ケアリーの娘）と結婚、2男4女をもうけた。
- マーシア（Mercia、1604年 – 1608年[6]）
- ジョン（1607年 – ?） - 早世[6]
- フィリップ（1608年7月24日洗礼 – 1681年5月6日） - 第3代準男爵[1]
- メアリー - 1636年までに初代準男爵サー・ハンフリー・モヌー（1611年以前 – 1676年2月4日埋葬、ルイス・モヌーの息子）と結婚、子供あり[7]
- ジェーン（1648年没?） - おそらく1630年代末から1640年代初にサー・ヒュー・ウィンダム（英語版）と結婚、子供あり[8]
- エリザベス（1658年以前没） - 1641年以降、初代準男爵サー・デンナー・ストラット（1661年9月没、ジョン・ストラットの息子）と結婚[5][9]